# Nabhaan Rizwan
Nabhaan Rizwan (7 febbraio 1997) è un attore britannico.

## Biografia
Fratello minore dell'attore Mawaan Rizwan, Nabhaan Rizwan è nato nell'Essex nel 1997 in una famiglia di immigrati pakistani. Durante l'infanzia si è trasferito a Londra con la famiglia ed è cresciuto nel quartiere di Ilford.
Ha esordito sul piccolo schermo nel 2018 nella serie The Accident e da allora ha recitato in televisione in ruoli ricorrenti e da protagonista in Station Eleven, Juice e Kaos, in cui ha interpretato Dioniso. Nel 2021 ha fatto il suo debutto nel West End londinese, recitando nel dramma Anna X accanto ad Emma Corrin in cartellone all'Harold Pinter Theatre.
Nel 2019 intanto aveva esordito al cinema nel film 1917 e nei quattro anni seguenti è tornato sul grande schermo per interpretare RPG in Mogul Mowgli (2020), Rory McCallan ne L'ultima lettera d'amore (2021) e il protagonista Aiden nel film indipendente In Camera (2023), che gli è valso una candidatura al British Independent Film Awards. Nel 2025 è stato candidato al BAFTA alla miglior stella emergente.

## Filmografia

### Cinema
- 1917, regia di Sam Mendes (2019)
- Mogul Mowgli, regia di Bassam Tariq (2020)
- L'ultima lettera d'amore (The Last Letter from Your Lover), regia di Augustine Frizzell (2021)
- In Camera, regia di Naqqash Khalid (2023)

### Televisione
- Informer - serie TV, 6 episodi (2018)
- The Accident - serie TV, 4 episodi (2019)
- Industry - serie TV, 2 episodi (2019)
- Station Eleven - serie TV, 10 episodi (2021-2022)
- Juice - serie TV, 6 episodi (2023)
- Kaos - serie TV, 8 episodi (2024)

## Teatro
- Anna X di Joseph Charlton, regia di Daniel Raggett. Harold Pinter Theatre di Londra, The Lowry di Salford (2021)

## Riconoscimenti
- BAFTA
  - 2025 - Candidatura per la miglior stella emergente
- British Independent Film Awards
  - 2023 - Candidatura per la miglior interpretazione protagonista per In Camera

## Doppiatori italiani
- Andrea Oldani in Kaos
- Daniele Raffaeli in 1917
- Gabriele Vender in L'ultima lettera d'amore, Station Eleven